# NEM Energy

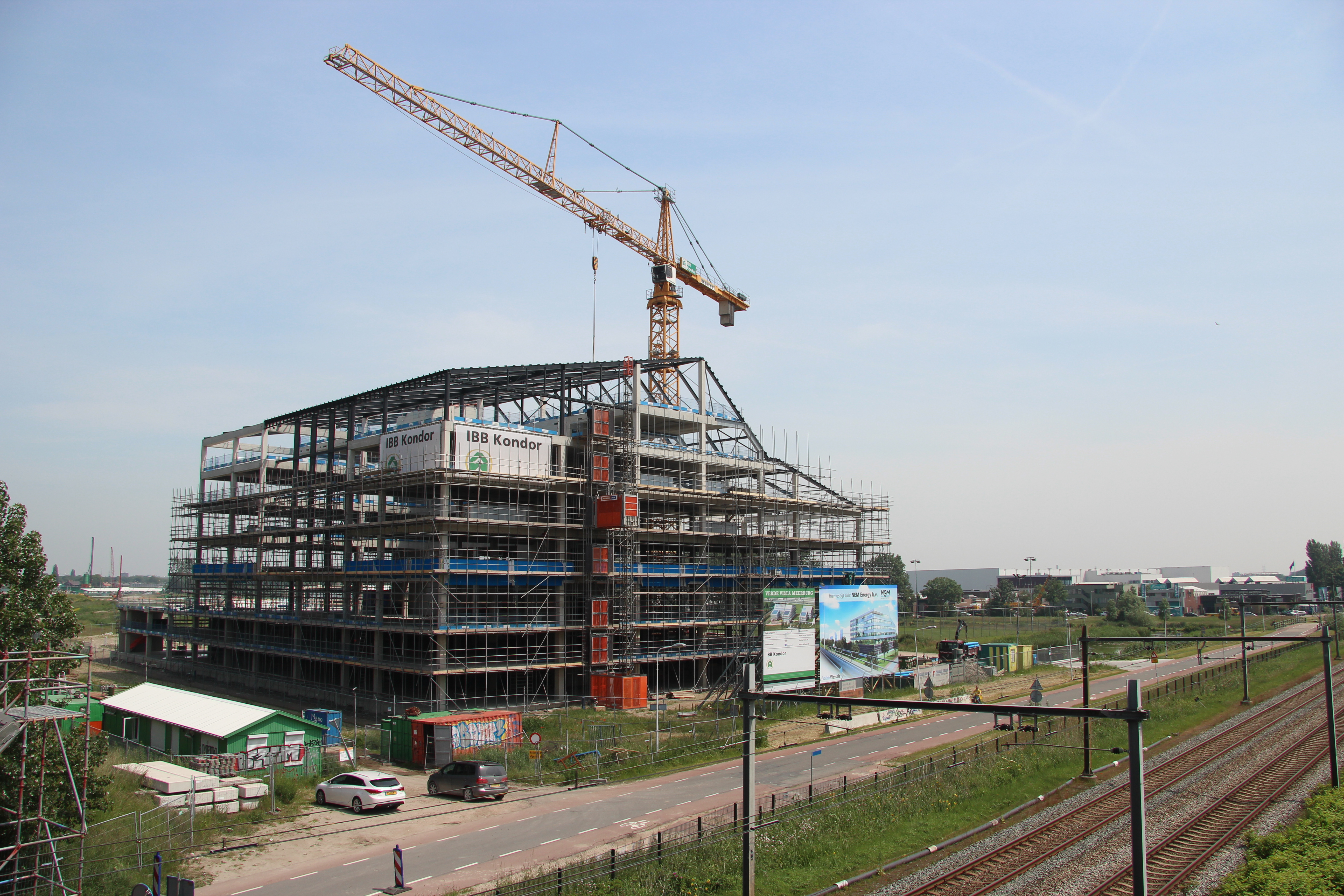
Nieuwbouw NEM Energy in Zoeterwoude

NEM Energy b.v. (NEM) is in 1929 ontstaan als 'Nederlandsche Electrolasch Maatschappij'. Het bedrijf is sinds 2015 gevestigd te Zoeterwoude in Zuid-Holland en is over de hele wereld actief. Het produceert industriële machines zoals afgasketels en uitlaatsystemen voor energiecentrales en industrie. NEM is marktleider op het gebied van apparatuur voor het benutten van water/stoomcycli. NEM's installaties worden gebruikt bij stoom- en gascentrales (STEG), ofwel combined cycle power plants (CCPP). Dit zijn aardgasgestookte energiecentrales waarvan een afgasketel en een stoomturbine de energie uit de afgassen omzet in extra elektriciteit. NEM heeft een dochteronderneming in Recklinghausen, Duitsland. Van 2011 - 2022 was het bedrijf onderdeel van de divisie 'Fossil Power Generation' in de sector 'Energy' van Siemens AG en later Siemens Energy. In 2022 werd NEM Energy B.V. weer zelfstandig met als eigenaar een Duitse investeerder, 'Mutares'.

## Geschiedenis
NEM werd op 31 oktober 1929 opgericht als 'Nederlandsche Electrolasch Maatschappij' te Leiden. Het was gelieerd aan de in 1914 opgerichte Hollandsche Constructie Werkplaatsen (HCW). De directie van beide bedrijven bestond gedurende lange tijd uit ir. J.E. Colin en ir. F.H.E. Guljé. Laatstgenoemde werd in 1946 vermoord door een voormalig verzetsstrijdster, omdat zij hem verdacht van collaboratie met het Duits bestuur in Nederland tijdens de Tweede Wereldoorlog.
De Nederlandsche Electrolasch Maatschappij werd in 1967 samen met onder andere de N.V. Hollandsche Constructie Werkplaatsen ondergebracht in de 'Hollandse Constructie Groep' (HCG), die ging fungeren als holding van een groep werkmaatschappijen. In 1968 fuseerde HCG met de Hollandsche Beton Maatschappij (HBM) tot de Hollandsche Beton Groep (HBG). Alle productieactiviteiten verdwenen uit Leiden, waar de straatnaam 'Lasserstraat' nog herinnert aan het industriële verleden van het stadsdeel dat nu een woonwijk is. De productie van NEM ging naar Scheemda, het kantoor bleef in Leiden achter.
Eigenaar H.T.P. Capital verkocht in 2011 de aandelen NEM Energy en NEW Energy Services aan Siemens AG, dat reeds een belangrijke opdrachtgever was, voor 170 miljoen euro. Het in de koop begrepen PowerspeX is uiteindelijk niet meegegaan en werd op 25 april 2013 zelfstandig.  Begin 2013 kocht H.T.P. Capital de aandelen New Energy Services weer terug. In 2022 stootte Siemens Energy alle voormalige NEM activiteiten af en ging het bedrijf verder als besloten vennootschap NEM Energy. 

## Activiteiten
NEM behaalde in het boekjaar 2010 een omzet van 325 miljoen euro.
Het bedrijf bestaat in 2022 uit de volgende businessunits:
- NEM Heat Recovery Solutions in Zoeterwoude
- NEM Boiler Services in Zoeterwoude
- NEM Exhaust and Diverter Solutions in Recklinghausen, Duitsland

Nem werkt nauw samen met het Duitse 'Balcke-Duerr' dat ook eigendom van Mutares is.